# Saint-Sever-Calvados
Saint-Sever-Calvados település Franciaországban, Calvados megyében. Lakosainak száma 1250 fő (2018. január 1.). Saint-Sever-Calvados Champ-du-Boult, Courson, Fontenermont, Le Gast, Le Mesnil-Caussois, Mesnil-Clinchamps, Saint-Manvieu-Bocage, Sept-Frères és Coulouvray-Boisbenâtre községekkel határos.

## Népesség
A település népessége az elmúlt években az alábbi módon változott:
| Lakosok száma | 1415 | 1379 | 1425 | 1325 | 1370 | 1343 | 1248 | 4565 | 1163 | 1250 |
|               | 1968 | 1975 | 1982 | 1999 | 2006 | 2011 | 2013 | 2016 | 2017 | 2018 |